# Thanasi Kokkinakis
Thanasi Kokkinakis (em grego:  Θανάσης Κοκκινάκης; Adelaide, 10 de Abril de 1996) é um tenista australiano destro com ascendência grega. Kokkinakis começou a jogar tênis com 8 anos. Como um júnior, Kokkinakis desfrutou de uma carreira de sucesso em que alcançou duas finais de grand slam, uma no Australian Open de 2013 e no US Open de 2013. Ele representou a Austrália no Campeonato Mundial ITF Júnior de Tênis em 2010. Ele era um membro da equipe australiana da Copa Davis Juvenil, que ganhou medalha de prata da competição em setembro de 2012, perdendo para a Itália na final, realizada em Barcelona, Espanha.
Em 2022 ganhou seu primeiro Grand Slam da carreira ao ganhar o Australian Open de 2022 nas duplas masculinas ao lado de seu melhor amigo, Nick Kyrgios. Eles derrotaram os compatriotas australianos Matthew Ebden e Max Purcell por 2 sets a 0 (7-5, 6-4). Kokkinakis e Kyrgios se tornaram a primeira dupla com wildcard (convidados) a vencerem o torneio.

## Vida pessoal
Kokkinakis nasceu em Adelaide, Austrália do Sul, Austrália de pais imigrantes gregos; Tryfon (Trevor), de Calamata, Grécia e Paraskevi (Voula) de Tripoli, Grécia. Kokkinakis também em cidadania grega. Ele é cidadão de Chomatada, Pilos. Seu ídolo do tênis na infância era Marat Safin.

## Carreira júnior
Kokkinakis recebeu um wildcard para o Australian Open Júnior de 2013 e, eventualmente, chegou à final ao derrubar os cabeças de chave 12, 2 e 11 ao longo de seu caminho. Na final ele enfrentou o colega australiano Nick Kyrgios. Depois de ter dois set points no primeiro set, ele acabou perdendo por 7-6(7-4), 6-3.
Em junho, ele voltou para o jogo competitivo em Wimbledon, e fez a terceira rodada no simples masculino e venceu nas duplas masculinas com Nick Kyrgios.
Kokkinakis perdeu na final de simples masculino do US Open, perdendo em três sets contra Borna Coric, 6-3, 3-6, 1-6. Seguindo este resultado, Kokkinakis alcançou seu maior ranking junior da carreira, nº 10.

## Carreira profissional

### 2011-2013: Estreia no profissional

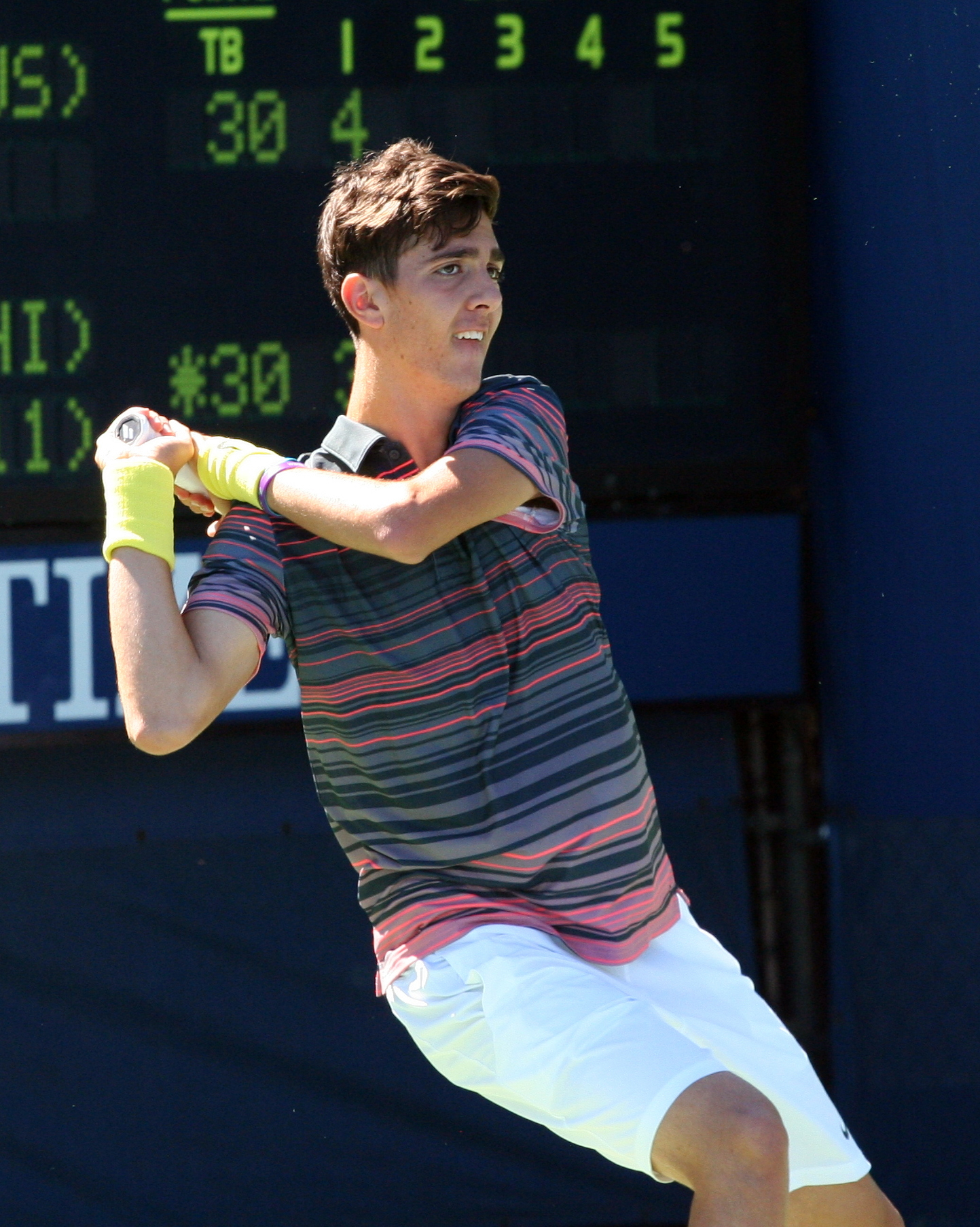
Thanasi Kokkinakis no US Open de 2013

Kokkinakis começou sua carreira profissional no Future Austrália F3 com a idade de 14, quando ele perdeu por 6-8 no terceiro set tiebreak. Ele venceu sua primeira partida profissional na semana seguinte, no evento Austrália F4. Ele perdeu na segunda rodada contra o Michael Venus.
Em 2012, depois de jogar eventos futures na Austrália, Eslovênia, Alemanha e Holanda, Kokkinakis alcançou o melhor resultado do ano em que chegou à semifinal do Bélgica F4. Ele, então, voltou a jogar Futures na Austrália, onde chegou de volta às quartas de final nos eventos F5 e F6, onde perdeu para Luke Saville ambas as vezes. Ele terminou o ano, chegando a semifinal no evento F12  na Austrália, onde ele perdeu para Ben Mitchell.
Ele começou 2013, participando das equipes dos Estados Unidos e da Alemanha durante a Copa Hopman de 2013, como um substituto para o lesionado John Isner e Tommy Haas. Kokkinakis jogou o qualificatório do Open da Austrália de 2013, perdendo para Steve Johnson por 15-17 no terceiro set. Kokkinakis sustentou uma fratura por estresse nas costas na final de simples juvenil do Aberto da Austrália, que o manteve fora de competição até meados de 2013. Ele, então, voltou à jogar torneios Futures na República Checa, no Canadá e nos Estados Unidos, com destaque para as quartas de final do evento Canadá F5. Em setembro e outubro, Kokkinakis competiu em dois eventos Challenger nos Estados Unidos. O primeiro foi o Napa Valley Challenger de 2013 onde se qualificou e alcançou a segunda rodada, caindo para Bradley Klahn apesar de liderar por um set. Então, no Sacramento Challenger de 2013 ele se classificou e fez a segunda rodada. Ele voltou a perder apesar de liderar por um set contra Nick Kyrgios. Como resultado disso, a sua classificação subiu para a melhor de sua carreira, a de número 655. Em outubro, Kokkinakis formou dupla com Benjamin Mitchell e conquistou o Melbourne Challenger ao derrotar Alex Bolt e Andrew Whittington na final em dois sets. Esta conquista rendeu um aumento do seu ranking de duplas de 453 lugares, que o colocou para o seu ranking mais alto da carreira, o de número 505. Ele também chegou à segunda rodada em simples. Parecia que ele iria causar uma grande virada depois de tomar o primeiro set contra Matt Ebden antes de perder os dois sets seguintes. Ele terminou seu ano no Traralgon Challenger de 2013 onde perdeu na segunda rodada para James Duckworth em dois sets.

### 2014: Avanço ao Top 200
Kokkinakis começou 2014 na fase de qualificação para o Brisbane International de 2014, depois de receber um wild card. Ele se classificou e caiu para o conterrâneo, que viria a ser o campeão do torneio australiano, Lleyton Hewitt na primeira rodada em que ele perdeu por dois sets. Em 8 de Janeiro, Kokkinakis recebeu um wild card para a chave principal do Australian Open de 2014. Ele derrotou Igor Sijsling na primeira rodada em quatro sets, apesar de sofrer cãibras. Ele perdeu na segunda rodada pelo cabeça um do torneio, Rafael Nadal.
Kokkinakis atingiu as semifinais do Heilbronner Neckarcup de 2014 vindo pela qualificação e batendo Jesse Huta Galung, Michael Russell e Marsel İlhan. Ele, então, perdeu para o cabeça um, Jan-Lennard Struff e ficou de fora de sua primeira final na carreira profissional. Kokkinakis recebeu um wild card para o qualifying do Aberto da França, onde fez a final, e apesar de ter match point no terceiro set, ele perdeu para Ante Pavić, 6-4, 6-7, 5-7. Este resultado fez com que a sua classificação subisse paro o top 300 pela primeira vez. Kokkinakis ganhou o seu primeiro título de simples no Canadá em 13 de julho, derrotando Fritz Wolmarans na final. Kokkinakis então qualificou-se para o Shenzhen Open de 2014. Ele venceu Egor Gerasimov, 7-6(7-3), 6-1 na primeira rodada, onde ele foi perdeu para o cabeça 6, Santiago Giraldo, 6-4, 6-3. Kokkinakis classificou-se para o Masters 1000 de Xangai, mas perdeu para Feliciano López na 1ª rodada por 7-6(14-12), 3-6, 4-6.

### 2015: Avanço ao Top 100

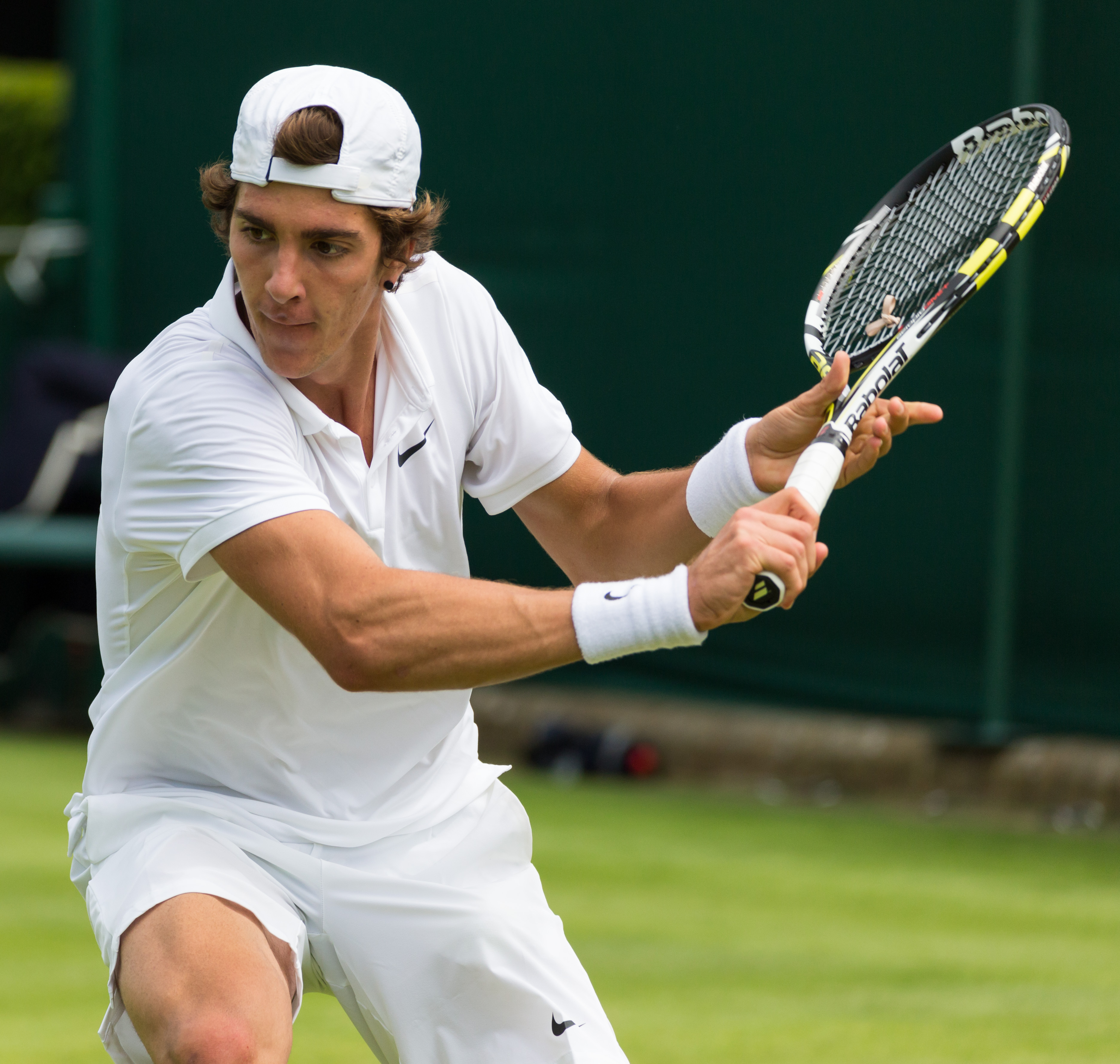
Kokkinakis jogando em Wimbledon em 2015

Kokkinakis começou 2015 no Brisbane International de 2015 depois de ter recebido um wildcard para a chave principal. Ele caiu na segunda rodada para compatriota Bernard Tomic por parciais de 6-7(2-7), 1-6, depois de superar o francês cabeça 8, Julien Benneteau, (que jogava com uma lesão na panturrilha) na primeira rodada por 6-4, 6-3. Kokkinakis e Grigor Dimitrov também foram agraciados com um convite para a chave de duplas. Eles alcançaram as semifinais, onde perderam para Kei Nishikori e Alexandr Dolgopolov.
Kokkinakis recebeu um wildcard para o Australian Open de 2015, onde ele derrotou o cabeça 11, Ernests Gulbis na primeira rodada, e depois perdeu para seu compatriota Sam Groth em cinco sets na segunda rodada. Em fevereiro, Kokkinakis classificou-se para três eventos ATP World Tour; Memphis, Delray e Mexican Open. Em março, Kokkinakis jogou sua primeira partida ao vivo na Copa Davis. Ele derrotou o checo, Lukáš Rosol em cinco sets, 4-6, 2-6, 7-5, 7-5, 6-3. Ele foi premiado com um wild card em Indian Wells, onde ele derrotou Jan-Lennard Struff, Guillermo García-López e Juan Mónaco antes de perder para Bernard Tomic na quarta rodada. Depois, ele competiu o Miami Open, onde ele perdeu na primeira rodada para Carlos Berlocq. Em seguida, ele competiu o Istanbul Open onde ele completou as três rodadas do qualifying, mas perdeu na primeira rodada para Dusan Lajovic, por 6-4, 7-5. Depois de Istanbul, ele se qualificou para o Madrid Open, e caiu na primeira rodada para Sam Querrey em três sets, entretanto, isto melhorou o ranking e fez com que ele entrasse para o Top 100 pela primeira vez. Ele conseguiu um wildcard para o Roland-Garros, onde ele derrotou Nikoloz Basilashvili e o cabeça de chave 27, Bernard Tomic, na segunda rodada antes de perder para o eventual finalista e número 1 do mundo Novak Djokovic.
Kokkinakis começou sua temporada em quadra de grama no Queen's Club Championships depois de ter recebido, no último minuto, um wildcard seguindo a retirada de Kyle Edmund. Em seu jogo de abertura venceu Jérémy Chardy, mas perdeu na segunda rodada para Gilles Simon. Kokkinakis foi derrotado na primeira rodada de Wimbledon contra o cabeça de chave 24, Leonardo Mayer. Ele também participou do torneio na categoria de duplas masculinas com Lleyton Hewitt e a dupla alcançou a terceira rodada, antes de perder para os eventuais campeões Rojer/Tecău. Kokkinakis em seguida, jogou pela Austrália nas quartas de final da Copa Davis, onde perdeu para Mikhail Kukushkin em dois sets. Ele foi então substituído no segundo jogo de simples por Lleyton Hewitt, que garantiu à Austrália uma vaga nas semifinais.
Em 12 de agosto, Nick Kyrgios revelou que Kokkinakis já tinha dormido com Donna Vekić, suposta namorada de Stan Wawrinka, enquanto estava jogando contra Wawrinka no Montreal Masters. Kokkinakis depois respondeu aos comentários de Kyrgios, dizendo: "Eu deixei ele saber. Eu deixei bem claro que isso não pode fazer isso novamente. Se ele tem um problema, ele tem que resolver em privado. A maneira como ele agiu não estava certo." Em sua primeira partida após o incidente, ele se envolveu em uma briga com o americano Ryan Harrison durante sua partida de qualificação para os Cincinnati Masters, com um relatório alegando que Harrison ameaçou violência física contra Kokkinakis e insultado sua equipe.
Kokkinakis encerrou o ano como 80 do ranking.

### 2016: Retirada do Australian Open
Em 24 de dezembro de 2015, Kokkinakis anunciou que iria se ausentar de todo o verão australiano de tênis, incluindo o Australian Open, devido a uma lesão no ombro esquerdo. Kokkinakis também perdeu Roland Garros de 2016 e Torneio de Wimbledon de 2016. A primeira partida competitiva de Kokkinakis em 2016 foi nos Jogos Olímpicos de Verão de 2016 onde ele perdeu na primeira rodada para Gastão Elias. Em 25 de agosto, Kokkinakis anunciou que ele perderia o US Open devido a um estiramento do músculo peitoral. Kokkinakis mais tarde anunciou que suas lesões foram causados por vaidade, quando ele levantou pesos para aumentar o tamanho do bíceps, especialmente com a notícia de que a Nike estava lançando novas blusas sem mangas.

### 2017
Kokkinakis fez seu retorno no Brisbane International depois de recebeu um wildcard nas duplas com Jordan Thompson. 

### 2018
No Miami Open de 2018, Kokkinakis derrotou o número 1 do mundo Roger Federer na segunda rodada em três sets, ganhando sua maior vitória na carreira.

## Representação nacional

### Copa Davis
Kokkinakis fez sua estreia na Copa Davis pela Austrália em Fevereiro de 2014 contra a França aos 17 anos. Ele foi selecionado para jogar na quarta rodada que era uma rodada perdida. Ele perdeu em dois sets para Julien Benneteau. Ele fez sua estreia ao vivo em 2015, com uma vitória, de virada, sobre Lukáš Rosol.
| Jogos na Copa Davis: 2–3 (Simples: 2–3) | Jogos na Copa Davis: 2–3 (Simples: 2–3) | Jogos na Copa Davis: 2–3 (Simples: 2–3) | Jogos na Copa Davis: 2–3 (Simples: 2–3) | Jogos na Copa Davis: 2–3 (Simples: 2–3) | Jogos na Copa Davis: 2–3 (Simples: 2–3) | Jogos na Copa Davis: 2–3 (Simples: 2–3) | Jogos na Copa Davis: 2–3 (Simples: 2–3) | Jogos na Copa Davis: 2–3 (Simples: 2–3) |
| --------------------------------------- | --------------------------------------- | --------------------------------------- | --------------------------------------- | --------------------------------------- | --------------------------------------- | --------------------------------------- | --------------------------------------- | --------------------------------------- |
| Copa Davis de 2014 (Grupo Mundial)      |                                         |                                         |                                         |                                         |                                         |                                         |                                         |                                         |
| Rodada                                  | Data                                    | Oponentes                               | Placar final                            | Sede                                    | Superfície                              | Partida                                 | Oponente                                | Placar                                  |
| 1R                                      | 31 de Jan–2 de Fev 2014                 | França                                  | 0–5                                     | La Roche-sur-Yon                        | Saibro (c)                              | Simples 4                               | Julien Benneteau                        | 4–6, 1–6                                |
| Copa Davis de 2015 (Grupo Mundial)      |                                         |                                         |                                         |                                         |                                         |                                         |                                         |                                         |
| 1R                                      | 6–8 de Mar de 2015                      | Tchéquia                                | 3–2                                     | Ostrava                                 | Duro (c)                                | Simples 1                               | Lukáš Rosol                             | 4–6, 2–6, 7–5, 7–5, 6–3                 |
| QF                                      | 17–19 de Jul de 2015                    | Cazaquistão                             | 3–2                                     | Darwin                                  | Grama                                   | Simples 1                               | Mikhail Kukushkin                       | 4–6, 3–6, 3–6                           |
| SF                                      | 18–20 de Set de 2015                    | Reino Unido                             | 2-3                                     | Glasgow                                 | Duro (c)                                | Simples 1                               | Andy Murray                             | 3–6, 0–6, 3–6                           |
| SF                                      | 18–20 de Set de 2015                    | Reino Unido                             | 2-3                                     | Glasgow                                 | Duro (c)                                | Simples 5                               | Daniel Evans                            | 7-5, 6-4                                |

## Finais no ATP Tour

### Simples: 2 (1 título, 1 vice)
| Legenda                           |
| --------------------------------- |
| Grand Slam (0–0)                  |
| ATP World Tour Finals (0–0)       |
| ATP World Tour Masters 1000 (0–0) |
| ATP World Tour 500 Series (0–0)   |
| ATP World Tour 250 Series (1–1)   |

| Títulos por Superfície |
| ---------------------- |
| Duro (1–1)             |
| Saibro (0–0)           |
| Grama (0–0)            |

| Resultado | V–D | Data     | Torneio                           | Tipo       | Superfície | Oponente           | Placar                  |
| --------- | --- | -------- | --------------------------------- | ---------- | ---------- | ------------------ | ----------------------- |
| Derrota   | 0–1 | Ago 2017 | Los Cabos, México                 | 250 Series | Duro       | Sam Querrey        | 3–6, 6–3, 2–6           |
| Vitória   | 1–1 | Jan 2022 | Adelaide International, Austrália | 250 Series | Duro       | Arthur Rinderknech | 6–7(6–8), 7–6(7–5), 6–3 |

### Duplas 3 (2-1)
| Legenda                           |
| --------------------------------- |
| Grand Slam (1–0)                  |
| ATP World Tour Finals (0–0)       |
| ATP World Tour Masters 1000 (0–0) |
| ATP World Tour 500 Series (0–0)   |
| ATP World Tour 250 Series (1–1)   |

| Título por superfície |
| --------------------- |
| Duro (2–1)            |
| Saibro (0–0)          |
| Grama (0–0)           |

| Resultado | No. | Data                  | Torneio             | Superfície | Categoria  | Paceiro         | Oponentes                                 | Placar        |
| --------- | --- | --------------------- | ------------------- | ---------- | ---------- | --------------- | ----------------------------------------- | ------------- |
| Campeão   | 1.  | 8 de janeiro de 2017  | Brisbane, Austrália | Duro       | 250 Series | Jordan Thompson | Gilles Müller Sam Querrey                 | 7–6(9-7), 6–4 |
| Finalista | 1.  | 5 de agosto de 2018   | Los Cabos, México   | Duro       | 250 Series | Taylor Fritz    | Marcelo Arévalo Miguel Ángel Reyes-Varela | 4–6, 4–6      |
| Campeão   | 2.  | 29 de janeiro de 2022 | Australian Open     | Duro       | Grand Slam | Nick Kyrgios    | Matthew Ebden Max Purcell                 | 7–5, 6–4      |

## Triunfos em Challengers / Futures

### Simples 7 (5-2)
| Legenda                   |
| ------------------------- |
| ATP Challenger Tour (4–2) |
| ITF Futures Tour (1–0)    |

| Títulos por Piso |
| ---------------- |
| Duro (3–1)       |
| Saibro (2–1)     |
| Grama (0–0)      |
| Carpete (0–0)    |

| Resultado | V–D | Data     | Torneio                            | Tipo       | Superfície | Oponente          | Placar             |
| --------- | --- | -------- | ---------------------------------- | ---------- | ---------- | ----------------- | ------------------ |
| Vitória   | 1–0 | Jul 2014 | Canadá F5, Saskatoon, Canadá       | Futures    | Duro       | Fritz Wolmarans   | 7–6(7–4), 7–6(7–3) |
| Vitória   | 2–0 | Mai 2015 | Bordeaux, França                   | Challenger | Sabro      | Thiemo de Bakker  | 6-4, 1-6, 7-6(7-5) |
| Vitória   | 3–0 | Ago 2018 | Aptos, Estados Unidos              | Challenger | Duro       | Lloyd Harris      | 6–2, 6–3           |
| Vitória   | 4–0 | Out 2018 | Las Vegas, Estados Unidos          | Challenger | Duro       | Blaž Rola         | 6–4, 6–4           |
| Derrota   | 4–1 | Set 2019 | Tiburon Challenger, Estados Unidos | Challenger | Duro       | Tommy Paul        | 5-7, 7-6(7-3), 4-6 |
| Vitória   | 5–1 | Mai 2021 | Biella, Itália                     | Challenger | Saibro     | Enzo Couacaud     | 6–3, 6–4           |
| Derrota   | 5–2 | Out 2021 | Sibiu, Romênia                     | Challenger | Saibro     | Stefano Travaglia | 6-7(4-7), 2-6      |

### Duplas 5 (3-2)
| Legenda                   |
| ------------------------- |
| ATP Challenger Tour (3–0) |
| ITF Futures Tour (0–2)    |

| Títulos por Superfície |
| ---------------------- |
| Duro (3-0)             |
| Saibro (0–2)           |
| Grama (0–0)            |
| Carpete (0–0)          |

| Resultado | V–D | Data            | Torneio                         | Tipo       | Superfície | Parceiro          | Oponente                      | Placar                |
| --------- | --- | --------------- | ------------------------------- | ---------- | ---------- | ----------------- | ----------------------------- | --------------------- |
| Finalista | 0–1 | Junho de 2012   | Eslovênia F3, Litija, Eslovênia | Futures    | Saibro     | Daniel Garza      | Steven Moneke Marc Sieber     | 2-6, 6-2, [8-10]      |
| Finalista | 0–2 | Julho de 2012   | Bélgica F3, Knokke, Bélgica     | Futures    | Saibro     | Alexander Blom    | Joris De Loore Oliver Golding | 7-5, 6-7(3-7), [7-10] |
| Campeão   | 1–0 | Outubro de 2013 | Melbourne, Austrália            | Challenger | Duro       | Benjamin Mitchell | Andrew Whittington Alex Bolt  | 6-3, 6-2              |
| Campeão   | 2–0 | Julho de 2014   | Winnetka, Estados Unidos        | Challenger | Duro       | Denis Kudla       | Raymond Sarmiento Evan King   | 6-2, 7-6 (7-4)        |
| Campeão   | 3–0 | Agosto de 2018  | Aptos, Estados Unidos           | Challenger | Duro       | Matt Reid         | Jonny O'Mara Joe Salisbury    | 6-2, 4-6, [10-8]      |

## Finais em Grand Slam Juvenil

### Simples: 2 (2 finalistas)
| Resultado | Ano  | Torneio         | Superfície | Oponente     | Placar        |
| --------- | ---- | --------------- | ---------- | ------------ | ------------- |
| Derrota   | 2013 | Australian Open | Duro       | Nick Kyrgios | 6–7(4–7), 3–6 |
| Derrota   | 2013 | US Open         | Duro       | Borna Ćorić  | 6–3, 3–6, 1–6 |

### Duplas: 1 (1 título)
| Resultado | Ano  | Torneio   | Superfície | Parceiro     | Oponentes                        | Placar   |
| --------- | ---- | --------- | ---------- | ------------ | -------------------------------- | -------- |
| Vitória   | 2013 | Wimbledon | Grama      | Nick Kyrgios | Enzo Couacaud Stefano Napolitano | 6–2, 6–3 |

## Desempenho em simples
- Para evitar confusões e contagem dupla, essa tabela é posta em dia somente após o final de um torneio ou da participação do jogador no torneio.

| Grand Slam        |     |     |     |     |     |     |     |     |     |      |
| Australian Open   | Q1  | 2R  | 2R  | A   | A   | 1R  | 1R  | A   | 2R  | 3–5  |
| Roland-Garros     | A   | Q3  | 3R  | A   | 1R  | Q2  | A   | A   | Q1  | 2–2  |
| Wimbledon         | A   | A   | 1R  | A   | 1R  | Q3  | A   | NR  | Q1  | 0–2  |
| US Open           | A   | Q2  | 1R  | A   | 1R  | Q2  | 2R  | A   | Q2  | 0–2  |
| Vitórias–Derrotas | 0–0 | 1–1 | 3–4 | 0–0 | 0–3 | 0–1 | 1–1 | 0–0 | 1–1 | 6–11 |

## Vitórias sobre Top-10 por temporadas
| Temporada | 2013 | 2014 | 2015 | 2016 | 2017 | 2018 | 2019 | 2020 | 2021 | Total |
| Vitórias  | 0    | 0    | 0    | 0    | 1    | 1    | 0    | 0    | 0    | 2     |

| #    | Jogador       | Rank | Evento                             | Superfície | Rd | Placar              | TK Rank |
| ---- | ------------- | ---- | ---------------------------------- | ---------- | -- | ------------------- | ------- |
| 2017 |               |      |                                    |            |    |                     |         |
| 1.   | Milos Raonic  | 6    | Queen's Club, Londres, Reino Unido | Grama      | 1R | 7–6(7–5), 7–6(10–8) | 698     |
| 2018 |               |      |                                    |            |    |                     |         |
| 2.   | Roger Federer | 1    | Miami Open, Estados Unidos         | Duro       | 2R | 3–6, 6–3, 7–6(7–4)  | 175     |